# Tsaghkavan (Tavush)
Pour l’article homonyme, voir Tsaghkavan (Idjevan).
Tsaghkavan (en arménien Ծաղկավան ; jusqu'en 1939 Veligegh) est une communauté rurale du marz de Tavush, en Arménie. Elle compte 958 habitants en 2008.